# Luca Desiata
Luca Desiata (Isernia, 10 de diciembre de 1971) es un latinista italiano. Es el fundador y director de las revistas de enigmística y crucigramas Hebdomada Aenigmatum en lengua latina y de Onomata Kechiasmena en griego antiguo, donde escribe bajo el seudónimo Lucas Cupidus. 
Desde julio de 2016 es también director ejecutivo de SOGIN, la empresa pública responsable en Italia del desmantelamiento de instalaciones nucleares y de la gestión de los residuos radiactivos. Es el curador de los “Corporate Art Awards” y del programa "Mecenati del siglo XXI”. Con Anatoli Kárpov, es el autor de "Ajedrez y estrategia empresarial" en italiano y francés.

## Lenguajes clásicos
Luca Desiata fundó Hebdomada Aenigmatum en junio de 2014 bajo el seudónimo de Lucas Cupidus (de la expresión latina "cupidus rerum novarum" en el sentido de "ganas de saber cosas nuevas") y Onomata Kechiasmena en mayo de 2015 con el nombre de Λουκᾶς Δεσιάτα. Se ocupó de la difusión de latín y griego en la sociedad moderna a través de la organización de numerosos eventos orientados a estudiantes y profesionales:
- El 25 de marzo de 2016 organizó el primer Certamen Aenigmatum Latinorum (Olimpiadas enigmáticas latinas)[13] en el «X Festival Européen Latin-Grec en la Ecole Normale Supérieure de Lyon».[14][15]
- El 28 de mayo de 2016 organizó el "Business Latin - Latin para el gerente moderno" para Acem, la asociación de ejecutivos de Enel.
- Desde 2015, ha organizado varias presentaciones sobre el tema "El latín en la era de Internet", dos de las cuales en 2017 en la “Scuola Normale di Pisa”.[16][17][18]

El 5 de diciembre de 2016, en Roma, Desiata firmó un acuerdo con la ministra de Educación, Stefania Giannini, para promover la difusión de enigmas latinos y griegos como herramienta de apoyo para el aprendizaje de idiomas antiguos mediante juegos de inteligencia.

## Reconocimientos
- Caballero de la Orden de la Estrella de la Solidaridad Italiana (2006)[19]